# Calappa ocularia
Calappa ocularia is een krabbensoort uit de familie van de Calappidae. De wetenschappelijke naam van de soort is voor het eerst geldig gepubliceerd in 2002 door Ng.